# Niezniszczalny (film)
Niezniszczalny (tytuł oryg. Unbreakable) – amerykański film fabularny z 2000 roku, wyreżyserowany przez M. Nighta Shyamalana, który jest także autorem jego scenariusza.

## Opis fabuły
David Dunn (Willis), ochroniarz pracujący na filadelfijskim stadionie, zbliża się do czterdziestki, jego małżeństwo właśnie się rozpada, a on sam niechętnie wraca pociągiem z Nowego Jorku (gdzie odbył rozmowę kwalifikacyjną w sprawie pracy) do domu – poznajemy go w chwili, gdy próbuje poderwać atrakcyjną towarzyszkę podróży. Pociąg się wykoleja, a Dunn jako jedyny ze 131 pasażerów przeżył katastrofę. Ze wstrząśniętym mężczyzną próbuje się skontaktować Elijah Price (Samuel L. Jackson) –  właściciel galerii komiksowej od urodzenia cierpiący na wrodzoną łamliwość kości – uznający Dunna za współczesnego superbohatera. Dunn nie wie, czy wierzyć słowom komiksowego maniaka, czy zdrowemu rozsądkowi.
Niezniszczalny korzysta z tradycyjnych komiksowych schematów (np. Price posiada klasyczne atrybuty czarnego charakteru) i konfrontuje je ze zwyczajnym, codziennym życiem.
Nakręcony rok po Szóstym zmyśle film spotkał się z chłodnym przyjęciem. Doceniono realizacyjną sprawność reżysera, jednak opowiedziana w Niezniszczalnym historia nie charakteryzuje się klarowną przejrzystością poprzednika. Jak w wielu swoich produkcjach, Shyamalan i tym razem na krótką chwilę pojawia się na ekranie, tym razem w roli stadionowego dilera.